# Ernst Wulf

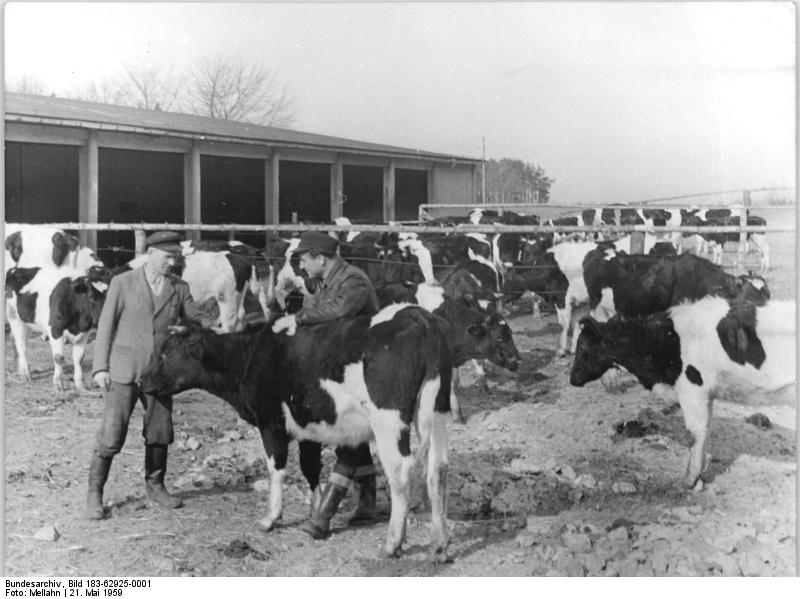
LPG-Vorsitzender Ernst Wulf (rechts) am 21. Mai 1959

Ernst Wulf (* 3. Oktober 1921 in Poppendorf; † 2. Oktober 1979) war ein deutscher SED-Funktionär. Er war Vorsitzender der Vereinigung der gegenseitigen Bauernhilfe (VdgB) der DDR und Mitglied des ZK der SED.

## Leben
Ernst Wulf wurde im mecklenburgischen Poppendorf bei Marlow als Sohn eines Kleinbauern geboren. Nach dem Besuch der Volksschule arbeitete er zunächst ohne eine Ausbildung auf dem elterlichen Bauernhof mit, bevor 1938 zum RAD eingezogen wurde. Mit Kriegsbeginn wurde Wulf Soldat der Wehrmacht und geriet 1945 in Italien in amerikanische Kriegsgefangenschaft. 
Nach seiner Entlassung in Schwaben arbeitete er zunächst bis ins Jahr 1946 als Elektroschweißer, wechselte wieder zur Landwirtschaft und wurde Melker auf einem Gut in Stuttgart.  Er wanderte weiter bis Hannover und kehrte 1947 in seinen Heimatort Poppendorf zurück, wo er bis 1948 in der elterlichen Wirtschaft tätig war. Im Frühjahr 1949 übernahm er mit 27 Jahren als Neubauer einen Hof im Nachbarort Schulenberg.
1949 trat Wulf in die vor allem in Mecklenburg mitgliederstarke VdgB ein und wurde Mitglied der SED. Schon 1952 wurde er mit dem erst 1951 gestifteten Ehrentitel „Meisterbauer“ geehrt. Im Dezember 1952 gehörte Wulf zu den Mitbegründern der ortsansässigen LPG „Freundschaft“ und wurde zu ihrem Vorsitzenden gewählt, welcher er bis 1964 blieb. Die SED-Führung wählte ihn 1958 als Kandidat des ZK der SED. 1960 wurde Wulf zum stellvertretenden Vorsitzenden der VdgB gewählt. Die Deutsche Akademie der Landwirtschaftswissenschaften nahm ihn 1962 als Kandidaten in ihre Reihen auf und 1968 wurde er Vollmitglied. Bis dahin war er der erste Praktiker an der Akademie. Vorausgegangen war eine fachliche Qualifizierung in Form eines Sonderstudiums an der landwirtschaftlichen Fakultät der Universität Rostock, welches Wulf 1960 begann und 1963 als Diplom-Landwirt abschloss. 1972 verließ Wulf auf eigenen Wunsch jedoch die Akademie wieder. Die SED-Parteiführung nahm ihn 1963 gleichzeitig als Vollmitglied in ihr Zentralkomitee auf.
Am 25. März 1964 wählte man ihn als Nachfolger des verstorbenen Friedrich Wehmer zum Vorsitzenden der VdgB. Wulf prägte für die nächsten 15 Jahre bis zu seinem Tod die Massenorganisation und war Vorsitzender der LPG „Recknitztal“ in Semlow. Am 10. April 1964 wurde er zum Vorsitzenden der wirtschaftsschwachen LPG in Semlow, Kreis Ribnitz-Damgarten, gewählt. Dort entwickelte er als einer der ersten eine industriemäßige landwirtschaftliche Produktion, die in einer Kooperation von landwirtschaftlichen Produktionsgenossenschaften mit spezialisierten Pflanzenproduktionsbetrieben mündete. Daraus entstanden in den 1970er Jahren die sogenannten Kooperativen Abteilungen Pflanzenproduktion. Diese Entwicklung wurde auch wegen ihrer Umweltfolgen von seinem Nachfolger Fritz Dallmann in den 1980er Jahren teilweise wieder rückgängig gemacht. Ernst Wulf starb nach schwerer Krankheit einen Tag vor seinem 58. Geburtstag.
Wulf wurde auf dem Friedhof in Marlow bestattet.

## Auszeichnungen und Ehrungen
- 1952 Ehrentitel Meisterbauer
- 1954 Held der Arbeit
- 1959 Vaterländischer Verdienstorden in Bronze
- 1969 Karl-Marx-Orden
- 1977 Ehrentitel Verdienter Genossenschaftsbauer der Deutschen Demokratischen Republik
- 1982 wurde der LPG Pflanzenproduktion Schulenberg der Ehrenname „Ernst Wulf“ verliehen[5]